# ۷۹۱ (قمری)
۷۹۱ (قمری)، هفتصد و نود و یکمین سال در گاهشماری هجری قمری است. اول محرم این سال برابر با هشتم ژانویه سال ۱۳۸۹ میلادی است.